# Mario Todorović
Mario Todorović (Dubrovnik, Yugoslavia, 11 de octubre de 1988) es un deportista croata que compitió en natación.
Ganó una medalla de plata en el Campeonato Europeo de Natación de 2008 y dos medallas en el Campeonato Europeo de Natación en Piscina Corta, plata en 2009 y bronce en 2008.

## Palmarés internacional
| Campeonato Europeo                  | Campeonato Europeo       | Campeonato Europeo | Campeonato Europeo |
| Año                                 | Lugar                    | Medalla            | Prueba             |
| ----------------------------------- | ------------------------ | ------------------ | ------------------ |
| 2008                                | Eindhoven (Países Bajos) | Medalla de plata   | 4 × 50 m estilos   |
| Campeonato Europeo en Piscina Corta |                          |                    |                    |
| Año                                 | Lugar                    | Medalla            | Prueba             |
| 2008                                | Rijeka (Croacia)         | Medalla de bronce  | 4 × 50 m libre     |
| 2009                                | Estambul (Turquía)       | Medalla de plata   | 4 × 50 m estilos   |